# Melampyrum variegatum
Melampyrum variegatum är en snyltrotsväxtart som beskrevs av Huter, Porta och Rigo. Melampyrum variegatum ingår i släktet kovaller, och familjen snyltrotsväxter. Inga underarter finns listade i Catalogue of Life.